# Vincent Lenhardt
 (mars 2025).
Pour les articles homonymes, voir Lenhardt.
Vincent Lenhardt, né le 14 août 1942 à Rabat, est un consultant, coach et formateur en coaching français, auteur de plusieurs ouvrages sur le management, l’Intelligence collective et le coaching.
Ancien président de l’EAT (European Association for Transactional Analysis), il est aujourd’hui président du cabinet et de l'école de coaching Transformance Pro, depuis 2001, et senior advisor auprès de Bain & Company Paris. 
De 2009 à 2012, il a été senior Advisor auprès du Boston Consulting Group Paris.
Consultant spécialisé dans le développement des organisations (OD), la mise en Intelligence collective et l’accompagnement des dirigeants, il accompagne depuis 30 ans de nombreuses équipes et entreprises nationales et internationales.
Après des études à HEC, Vincent Lenhardt suivit de 1975 à 1987 une formation en analyse transactionnelle auprès de l’ITAA (International Transactional Analysis Association), le menant en 1980 au diplôme de clinical member, et en 1987 au diplôme de teacher and supervisor in TA. Il cofonda également en 1975 l’Institut français d’analyse transactionnelle (IFAT), et en fut le président de 1978 à 1980. 
Il est reconnu pour avoir introduit en France le coaching, en 1988.[réf. nécessaire] C’est en effet à cette date qu’il lance, avec son collège d’enseignants, la formation en coaching intitulée Coach & Team, initialement dispensée au sein de Transformance Pro, puis développée dans plusieurs écoles en France, en Belgique et au Maroc. 
Il exerça en tant que psychothérapeute de 1977 à 1997, auprès d’individuels et de groupes, en Europe et aux États-Unis. Il a également formé de nombreux thérapeutes en AT et en approche intégrale BIO et AT, en tant que didacticien depuis 1980. 

## Publications
- Les Responsables porteurs de sens, culture et pratique du coaching et du team-Building, Insep Éditions, 1992
- Oser la Confiance, Propos sur l'engagement des dirigeants, coauteur avec Bertrand Martin et Bruno Jarrosson, Insep Éditions, 1996
- Engagements, Espoirs, Rêves, coauteur avec Alain Godard, éditions Village mondial, 1999
- L’Intelligence collective en action, coauteur avec Philippe Bernard, éditions Village mondial, 2005
- FAQ coaching, éditions Dunod , 2006
- Au cœur de la relation d’aide, interÉditions , 2008
- La Sagesse du coach, Éditions du 81, 2019

## Productions audiovisuelles
- Pour un leadership et un coaching intégrateur, 19 vidéos, Transformance Pro, 2011
- Le coaching, 13 vidéos, Albert académie, 2017[8]